# Stevenia fernandezi
Stevenia fernandezi is een vliegensoort uit de familie van de afvalviegen (Heleomyzidae). De wetenschappelijke naam van de soort is voor het eerst geldig gepubliceerd in 1979 door Baez.